# Chromatomyia opacella
Chromatomyia opacella este o specie de muște din genul Chromatomyia, familia Agromyzidae, descrisă de Friedrich Georg Hendel în anul 1935. Conform Catalogue of Life specia Chromatomyia opacella nu are subspecii cunoscute.